# Aporostylis
Aporostylis is een geslacht met een soort orchidee uit de onderfamilie Orchidoideae. De soort komt voor in Nieuw-Zeeland, op de Chathameilanden en op de Antipodeneilanden.

## Soorten
- Aporostylis bifolia (Hook.f.) Rupp & Hatch